# Ralph Abercromby
Pour les articles homonymes, voir Abercromby.
Ralph Abercromby, né le 7 octobre 1734 à Menstrie et mort le 28 mars 1801 à Aboukir, est un général britannique, originaire d'Écosse.

## Biographie
Entré dans l'armée, il est nommé lieutenant dès 1760, capitaine (1762) puis major (1770). Lieutenant-colonel (1773), il prend part à la guerre de Sept Ans et est promu colonel en 1780. Il fait alors les campagnes de Flandre et de Hollande contre les Français en 1793-1794 et combat comme commandant en chef des forces britanniques dans les Antilles et en Guyane (1795). Il y obtient la possession des colonies de Démérara et Essequibo, de Sainte-Lucie, de Saint-Vincent et de Trinité.
En 1797, il s'empare de Porto-Rico mais est contraint d'abandonner l'île. Il est alors nommé à l'île de Wight où il reçoit le grade de lieutenant-colonel.
Commandant en chef en Irlande (1798), il est commandant en second pendant l'invasion anglo-russe de la Hollande en 1799 puis est mis à la tête de l'armée envoyée en Égypte. II y remporte un avantage sur les Français à la bataille de Canope, mais reçoit une balle dans le port d'Aboukir (21 mars 1801) où il meurt sept jours plus tard.